# Cantons de les Ardenes
Els Cantons de les Ardenes (Gran Est) són 37 i s'agrupen en 4 districtes:
- Districte de Charleville-Mézières (17 cantons, amb cap a la prefectura de Charleville-Mézières) : cantó de Flize - cantó de Fumay - cantó de Givet - cantó de Mézières-Centre-Oest - cantó de Mézières-Est - cantó de Monthermé - cantó de Nouzonville - cantó d'Omont - cantó de Renwez - cantó de Revin - cantó de Rocroi - cantó de Rumigny - cantó de Signy-l'Abbaye - cantó de Signy-le-Petit - cantó de Villers-Semeuse - cantó de Charleville-La Houillère
- Districte de Rethel (6 cantons, amb cap a la sotsprefectura de Rethel) : cantó d'Asfeld - cantó de Château-Porcien - cantó de Chaumont-Porcien - cantó de Juniville - cantó de Novion-Porcien - cantó de Rethel
- Districte de Sedan (6 cantons, amb cap a la sotsprefectura de Sedan) : cantó de Carignan - cantó de Mouzon - cantó de Raucourt-et-Flaba - cantó de Sedan-Est - cantó de Sedan-Nord - cantó de Sedan-Oest
- Districte de Vouziers (8 cantons, amb cap a la sotsprefectura de Vouziers) : cantó d'Attigny- cantó de Buzancy - cantó de Le Chesne - cantó de Grandpré - cantó de Machault - cantó de Monthois - cantó de Tourteron - cantó de Vouziers